# 焦姓
焦姓是一個中國人的姓氏，在《百家姓》中排名第222位。

## 起源
- 出自上古神农氏后裔：据《通志·氏族略》、《广韵》及《史记》所载，周武王立国之后，封神农氏后代裔孙于焦，建立焦国（約在今河南省陕县焦城）；至春秋时，焦国被晋国所灭，其后代以国为姓，遂为焦氏。
- 出自战国秦国大夫茅焦：茅焦，是战国时代齐国人，因学识渊博，被秦王政聘请为客卿。茅焦后人有以茅为姓，是茅姓；也有以焦为氏，是为焦姓。
- 出自西南夷：据《华阳国志》所载，南中（今四川省大渡河以南和云南、贵州两省）地区少数民族中有姓焦者，汉时称夷焦。
- 出自满族：满洲八族有姓党者，改姓焦。

## 播迁
先秦时期，焦姓人物鲜见于史书，除河南，也定居于山西、陕西、河北、山东。魏晋南北朝时，一部分焦姓南迁至江淮，更多的焦姓经陕西迁往宁夏、甘肃一带。北宋灭亡后，大批居于中原之焦姓避居江东，繁衍于今安徽、江西、江苏、浙江等地。明清之际，焦姓人家甚至出现于江西、湖南等地。
如今，焦姓在全国分布较广，尤以江西多此姓，约占全国汉族焦姓人口的26%。焦姓是当今中国姓氏排行第128位的姓氏，人口较多，焦姓人口約一百四十萬，大概占全国汉族人口的百分之零点一

## 另見
- 譙姓

## 延伸阅读
[在维基数据编辑]
 《百家姓》
 《欽定古今圖書集成·明倫彙編·氏族典·焦姓部》，出自陈梦雷《古今圖書集成》